# Referència de tensió

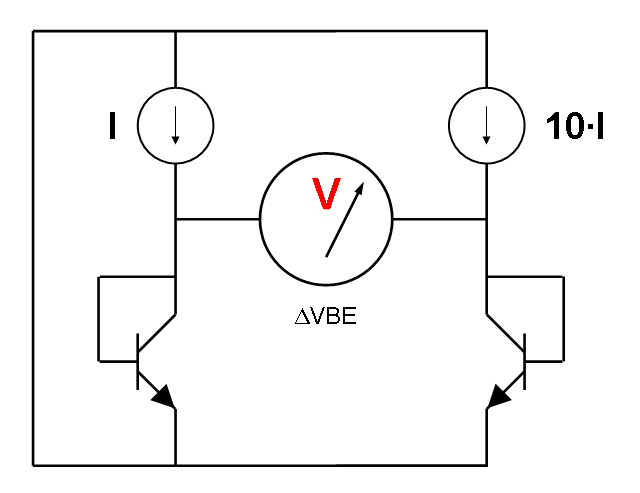
Els transistors han de ser iguals.

Es diu referència de tensió a un tipus de circuits integrats capaços de proporcionar una tensió coneguda, summament estable enfront de variacions de la tensió d'entrada, temperatura i envelliment.

## Tecnologia
Una referència de tensió sol estar basada en un efecte descobert per David Hilbiber (Fairchild Semiconductor) al febrer de 1964. Bob Wildar seria el primer a utilitzar-ho com a referència de tensió donant lloc al que es va dir bandgap reference. Consisteix que si dos díodes iguals són travessats per densitats de corrent diferents, en les seves terminals apareix una tensió que només depèn de la relació entre les densitats de corrent que els travessen. El seu avantatge és que la seva variació amb la temperatura es pot compensar exactament amb la d'una unió pn, conduint a dispositius independents de la temperatura. A més no són sorollosos, com els diodes zener.
En realitat {\displaystyle \Delta V_{BE}} depèn de la densitat de corrent en els emissors. Així, el valor de la tensió entre els col·lectors dels transistors de la figura ve donada per:
{\displaystyle \Delta V_{BE}={KT \over e}Ln({J_{1} \over J_{2}})={KT \over e}Ln(10)=60mV}
La relació entre les densitats de corrent es pot obtenir modificant el corrent que circula pels transistors o bé l'àrea dels seus emissors. En aquest últim cas, el mateix corrent als dos transistors causa una ΔVBE. Perquè la relació sigui més precisa s'usen transistors multiemisor, amb tots els emissors iguals. Llavors el diagrama passa a ser el de la figura 2.. La dependència lineal que té ΔVBE amb la temperatura es compensa connectant-la en sèrie amb una unió pn. Per a això, la tensió de bandgap ha de ser d'uns 600 mV. Com acumular tants emissors no és pràctic, en la realitat s'usa un nombre de 10 a 20 i s'amplifica ΔVBE fins a aconseguir els 600 mV.
El bandgap és un efecte present exclusivament en transistors bipolars; no obstant això, existeixen al mercat referències bandgap CMOS. El que ocorre és que en un circuit CMOS es fabriquen dos transistors bipolars que produeixen la ΔVBE. Una forma de fer-ho que no requereix passos especials és fer transistors pnp, utilitzant el canal dels pmos per fer l'emissor; el "pou n" per a la base i el substrat per al col·lector.